# Exyston
Exyston ist eine Schlupfwespen-Gattung aus der Unterfamilie der Tryphoninae. Die Gattung wurde von dem dänischen Zoologen Jørgen Matthias Christian Schiødte im Jahr 1839 eingeführt. Bis vor kurzem wurde die Gattung in der Tribus Exenterini geführt. Diese wurde offenbar mit der Tribus Tryphonini synonymisiert.

## Merkmale
Die Vertreter der Gattung Exyston weisen folgende Merkmale auf: Kopf und Thorax sind mit langen hellgrauen Härchen bedeckt. Der Rand des Mesonotum (Mittelbrust) hinter den vorderen Coxae (Vorderhüften) ist stark leistenartig hervortretend. Der Hinterleib ist keulenförmig. Das erste Segment ist meist lang, an der Basis beiderseits ohrartig erweitert. Die Mandibelzähne sind gleich.

## Verbreitung
Es gibt etwa 34 beschriebene Arten, die der Gattung Exyston zugerechnet werden. Die Gattung ist in der Paläarktis, in der Orientalis sowie in der Nearktis (Nordamerika) verbreitet. In Europa ist die Gattung mit 11 Arten vertreten, in der Nearktis sind es 20 Arten.

## Lebensweise
Die Schlupfwespen sind Ektoparasitoide von Pflanzenwespen (Symphyta). Von Exyston pratorum ist als Wirtsart Arge ustulata aus der Familie der Bürstenhornblattwespen (Argidae) bekannt. Exyston elongatus parasitiert Fagineura crenativora aus der Unterfamilie Nematinae (Familie Tenthredinidae).

## Arten
Im Folgenden eine Liste von Arten der Gattung Exyston und deren Verbreitungsgebiet.
- Exyston aculeolatus Kasparyan, 1975 – Russland[1]
- Exyston albicinctus (Gravenhorst, 1820) – Europa[1]
- Exyston ater Mason, 1959 – Nordamerika
- Exyston austelli Mason, 1959 – Nordamerika
- Exyston boreotis Davis, 1897 – Nordamerika
- Exyston bursosus Kasparyan, 1975 – östl. Paläarktis
- Exyston calcaratus Thomson, 1883 – Europa
- Exyston californicus Mason, 1959 – Nordamerika
- Exyston chamaeleon Mason, 1959 – Nordamerika
- Exyston chinensis Gupta, 1993 – China
- Exyston clavatus (Cresson, 1864) – Nordamerika
- Exyston clementi (Kerrich, 1952) – Österreich, Italien, Russland[1]
- Exyston elongatus Watanabe, Taniwaki & Kasparyan, 2018 – Japan
- Exyston excelsus (Cresson, 1865) – Nordamerika
- Exyston flavens Davis, 1897 – Nordamerika
- Exyston genalis Thomson, 1883 – Europa[1]
- Exyston hadros Mason, 1959 – Nordamerika
- Exyston humeralis Davis, 1897 – Nordamerika
- Exyston illinois Mason, 1959 – Nordamerika
- Exyston lophotos Mason, 1959 – Nordamerika
- Exyston maculosus (Provancher, 1875) – Nordamerika
- Exyston marginatus Provanche, 1886 – Nordamerika
- Exyston montanus Kerrich, 1975 – Österreich, Schweiz, Russland, Naher Osten, Orientalis[1]
- Exyston politus Davis, 1897 – Nordamerika
- Exyston pratorum (Woldstedt, 1874) – Europa[1]
- Exyston reniformis Mason, 1959 – Nordamerika
- Exyston salebroon Kasparyan, 1975 – Russland[1]
- Exyston sibiricus (Kerrich, 1952) – Japan, China, Mongolei, Ferner Osten Russlands[3]
- Exyston speciosus Davis, 1897 – Nordamerika
- Exyston spinulosus Mason, 1959 – Nordamerika, Russland[1]
- Exyston sponsorius (Fabricius, 1781) – Europa[1]
- Exyston subnitidus (Gravenhorst, 1829) – Europa, Naher Osten, Orientalis[1]
- Exyston variatus Provancher, 1877 – Nordamerika
- Exyston venustus (Cresson, 1865) – Nordamerika